# Anisozyga gavissima
Anisozyga gavissima är en fjärilsart som beskrevs av Walker 1861. Anisozyga gavissima ingår i släktet Anisozyga och familjen mätare. Inga underarter finns listade i Catalogue of Life.

## Bildgalleri

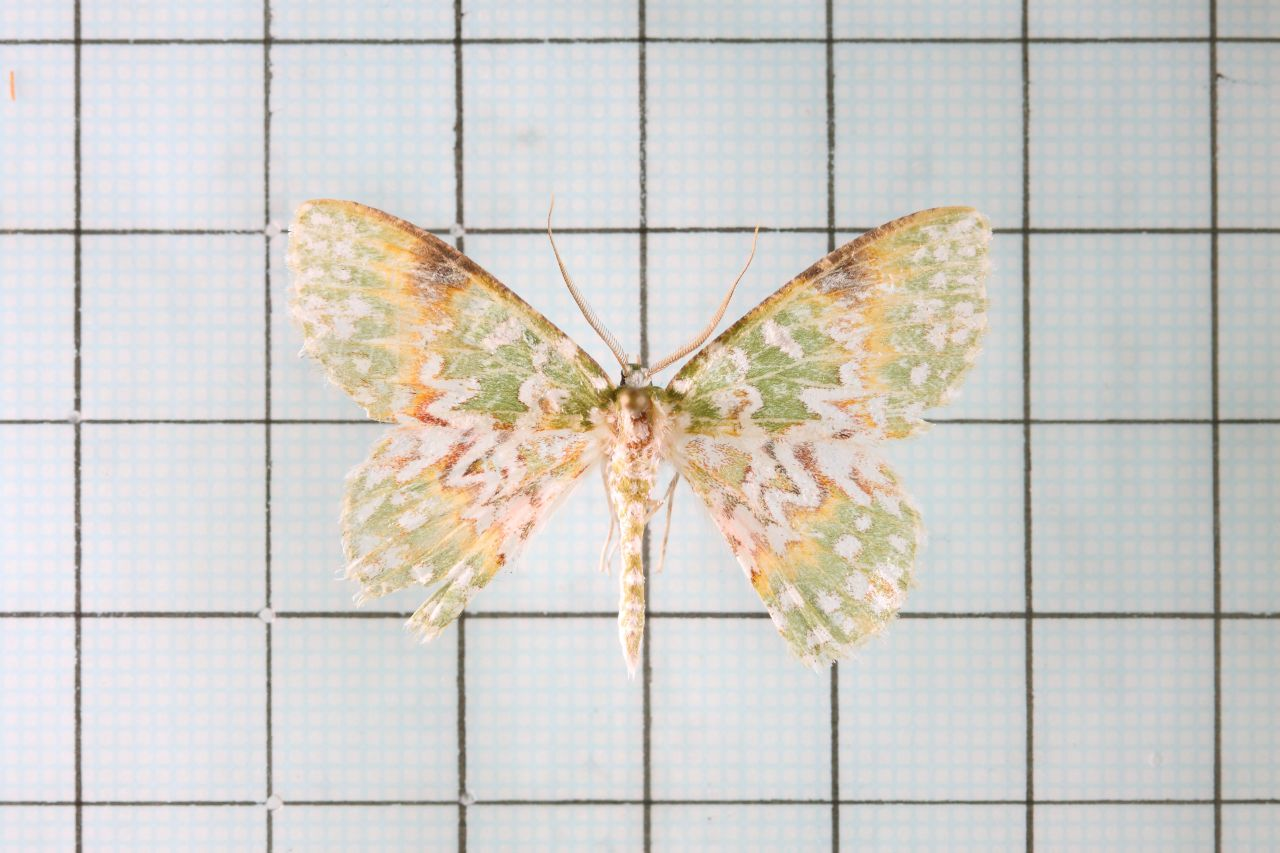
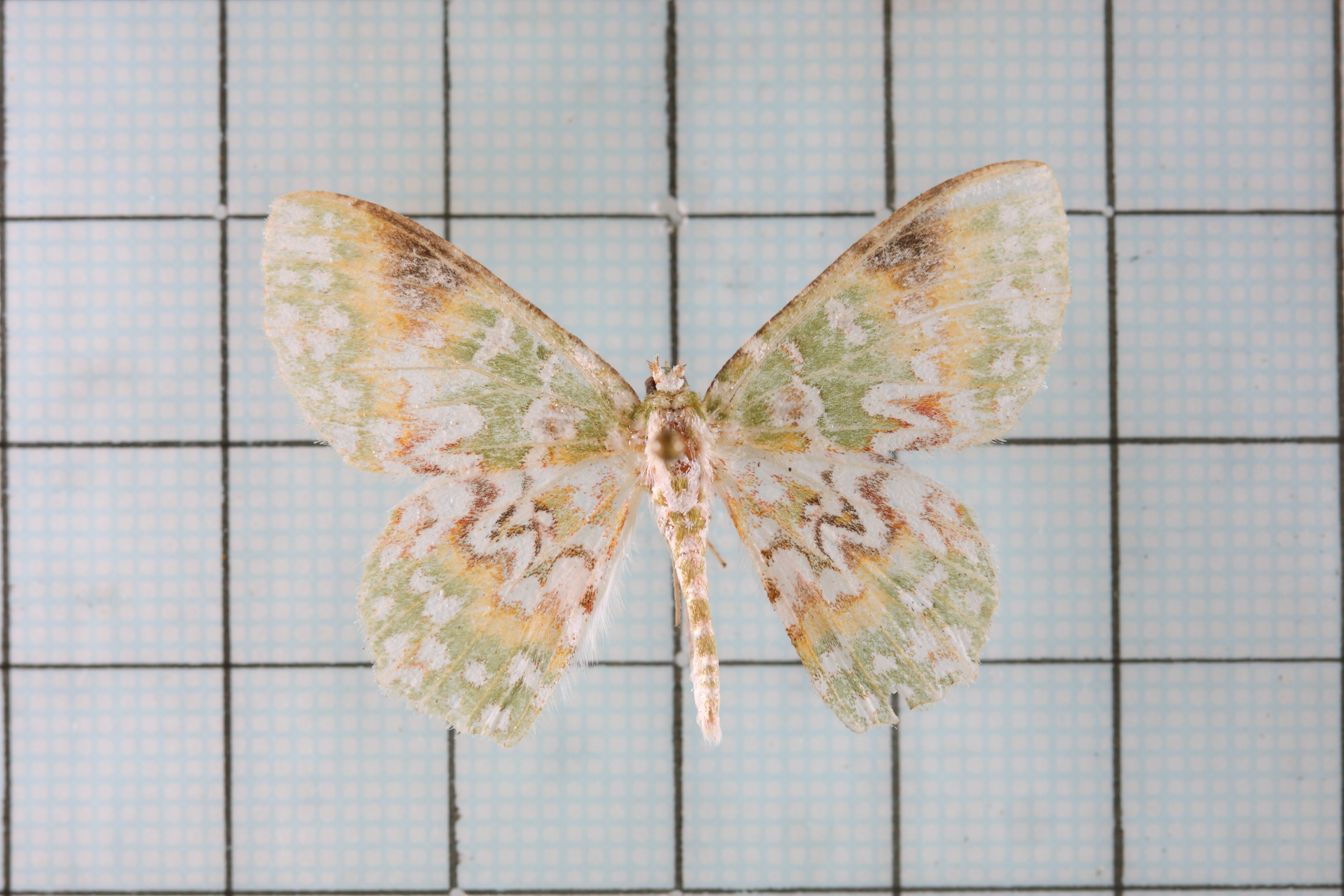